# 17. pehotna divizija (ZDA)
Za druge 17. divizije glejte 17. divizija.
17. pehotna divizija (izvirno angleško 17th Infantry Division) je bila fantomska pehotna divizija Kopenske vojske ZDA.

## Zgodovina
Divizija je bila ustanovljena v okviru operacije Fortitude.